# Hai Ngoc Tran
Pour les articles homonymes, voir Tran (homonyme).
Hai Ngoc Tran (né le 10 janvier 1975 au Viêt Nam) est un ancien joueur international de football norvégien.